# Glazbala sa žicama
Glazbala sa žicama ili kordofoni naziv je za sva glazbala kod kojih se zvuk proizvodi okidanjem, odnosno trzanjem žica ili gudanjem po žicama. Tako unutar te skupine razlikujemo trzalačka glazbala (gitara, tamburica, mandolina, šargija, bas, harfa) i gudačka glazbala (violina, viola, violončelo, kontrabas, gusle, lirica).

## Povijest

### Stari vijek
Kinor spada u najstarija glazbala i zabilježeno je u Bibliji.
Spominje se lira koju je svirao kralj David. Kasnije se pojavljuje i harfa (nebel, sambuka, pesanterin).

### Srednji vijek
U srednjem vijeku je bila popularna lutnja, koju su svirali putujući zabavljači i mnogi vladari. Primjerice, i kraljica Elizabeta I. je svirala lutnju.

### Novi vijek
U novom vijeku graditelji razvijaju nova glazbala sa žicama: gitare, violine, violončela, kontrabase ...

### Najnovije doba
U najnovijem se vrijeme pojavljuju bas-gitare i druge vrste gitara. električne gitare spajaju se na pojačala kako bi glazbala imala jači zvuk.